# Venezuelan American Endowment for the Arts
El Venezuelan American Endowment for the Arts (Fondo Venezolano Americano para las Artes en castellano o VAEA por sus siglas en inglés) es una organización sin fines de lucro con sede en New Rochelle, Nueva York, fundada en 1990 por Alí Cordero Casal. Su misión principal es promover el intercambio cultural y artístico entre Venezuela y los Estados Unidos. VAEA busca apoyar y difundir el trabajo de artistas, escritores, y otros creadores venezolanos y estadounidenses a través de exposiciones, eventos, becas, y programas educativos. La organización trabaja para fortalecer los lazos culturales entre ambos países y contribuir al enriquecimiento de sus comunidades artísticas. VAEA entrega la Medalla Páez de las Artes una vez al año a un individuo u organización que haya generado impacto en la proliferación de las artes en Venezuela y Estados Unidos.